# Memorial (Russian Circles)
Memorial è il quinto album in studio del gruppo rock strumentale statunitense Russian Circles, pubblicato nel 2013.

## Tracce
1. Memoriam – 1:28
2. Deficit – 6:41
3. 1777 – 7:20
4. Cheyenne – 4:24
5. Burial – 4:43
6. Ethel – 4:02
7. Lebaron – 4:36
8. Memorial – 3:45

## Formazione

### Gruppo
- Brian Cook – basso
- Mike Sullivan – chitarra
- Dave Turncrantz – batteria

### Altri musicisti
- Jill Kaeding – violoncello
- Greg Norman – trombone
- Susan Voelz – violino
- Chelsea Wolfe – voce in Memorial